# Jacques Vassor
Jacques Vassor, né le 1er juillet 1903 à Tours (Indre-et-Loire) et mort le 25 décembre 1995 à Tours (Indre-et-Loire), est un homme politique français.

## Biographie
Issu de la petite bourgeoisie tourangelle (son père était notaire), Jacques Vassor sort ingénieur de l'école supérieure d'agriculture d'Angers et devient exploitant agricole. Châtelain à Saint-Antoine-du-Rocher, il est élu conseiller municipal de ce village de 600 habitants en 1933.
Il en devient maire en 1945, et, cette même année, conseiller général d'Indre-et-Loire, dans le canton de Neuillé-Pont-Pierre.
Dans la même période, il crée un mensuel, L'Action agricole de Touraine, qui paraît jusqu'en 1959. Militant dans le syndicalisme agricole, il est élu président, en 1950, de la fédération départementale des syndicats d'exploitants agricoles, fonction qu'il occupe jusqu'en 1952, lorsqu'il entre dans la direction nationale de la FNSEA.
En 1951, il mène une liste de droite, étiquetée « paysanne » et « républicaine nationale » pour les élections législatives. Avec seulement 11,1 % des voix, il est tout de même élu député, grâce à un très large apparentement des listes de la « troisième force ».
Membre du groupe Paysan, mené par Paul Antier, il suit ce dernier dans les différentes formations constituées pendant la législature, du fait des divergences internes au sein de ce petit courant d'une vingtaine de députés. Il finit inscrit au groupe du Parti Paysan. Il se distingue cependant par son soutien au gouvernement Mendès-France, peu partagé dans son groupe, et qu'il explique par la présence d'un élu paysan, Jean Raffarin, au secrétariat d'État à l'agriculture. Il finit cependant par s'en éloigner du fait de la politique de décolonisation menée en Tunisie, et, plus globalement, de la politique étrangère du gouvernement.
Député moyennement actif, il s'intéresse surtout à la situation des agriculteurs, mais prône aussi une politique de fermeté face à la montée des mouvements nationalistes dans les colonies d'Afrique du Nord.
En 1956, il mène une liste soutenue par le CNI. Malgré une nette baisse de son résultat (8,8 %), il bénéficie de l'éparpillement des voix et est réélu député. Apparenté, comme les 13 autres députés du parti paysan, au groupe des Indépendants et paysans d'action sociale, il rompt avec Paul Antier en mai 1957, lorsque celui-ci se rapproche de l'extrême-droite, et notamment d'Henri Dorgères, et reste, lui apparenté au groupe IPAS.
Intervenant toujours principalement sur les questions agricoles, il défend l'usage de l'alcool comme carburant, s'inquiète des prix du blé. Il continue aussi d'intervenir sur la situation du Maroc et de la Tunisie, étant notamment rapporteur d'une modification du budget des affaires étrangères en 1956.
Soutenant le retour de Charles de Gaulle au pouvoir, en 1958, il ne se représente cependant pas aux législatives de novembre.
Il se tourne alors vers le Sénat, où il est élu en avril 1959, avec 45 % des voix. Il y siège au sein du groupe du Centre républicain d'action rurale et sociale. En 1965, il est réélu avec 52,2 % des voix.
Il se fait alors porte-parole du malaise paysan et appelle au soutien d'une profession qui voit son pouvoir d'achat chuter. Il s'oppose de plus en plus clairement à la politique gouvernementale, qu'il estime ne pas suffisamment prendre en compte la situation, ni de lutter réellement contre l'exode rural.
Il se fait aussi défenseur de la cause des rapatriés d'Algérie, estimant les mesures d'aide prises en 1961 comme imprécises et vagues.
Il se distingue cependant des conservateurs traditionnels en votant pour la Loi Neuwirth, ou en approuvant la réforme des régimes matrimoniaux. Il apprécie le virage européen pris par Pompidou, et approuve l'adhésion de la Grande-Bretagne au marché commun en 1972.
Sa carrière politique s'essouffle cependant. En 1970, il est battu aux cantonales et, bien que réélu maire de son village l'année suivante, décide de ne pas se représenter aux sénatoriales de 1974. Progressivement, il va se consacrer presque exclusivement à la recherche agronomique, abandonnant même en 1978 son poste de maire.

## Détail des fonctions et des mandats
Mandats locaux
- 1953 - 1959 : Maire de Saint-Antoine-du-Rocher
- 1959 - 1965 : Maire de Saint-Antoine-du-Rocher
- 1965 - 1971 : Maire de Saint-Antoine-du-Rocher
- 1973 - 1979 : Conseiller général du canton de Neuillé-Pont-Pierre

Mandats parlementaires
- 17 juin 1951 - 1er décembre 1955 : Député d'Indre-et-Loire
- 2 janvier 1956 - 8 décembre 1958 : Député d'Indre-et-Loire
- 26 avril 1959 - 26 septembre 1965 : Sénateur d'Indre-et-Loire
- 26 septembre 1965 - 1er octobre 1974 : Sénateur d'Indre-et-Loire